# Азиз Эмесский
Азиз (др.-греч. Άζιζος; ум. 54) — царь Эмесы (после 42 — 54).
Сын Сампсикерама II и Иотапы (III), дочери Митридата III Коммагенского. Будучи римским гражданином, по-видимому, носил имя Гай Юлий Азиз (Gaius Iulius Azizus).
Известен своим неудачным браком с сестрой Ирода Агриппы II Друзиллой. Получив в 51 году от императора Клавдия владения в Келесирии (Батанею, Трахонею и Абилею), входившие ранее в состав тетрархии Лисания, Ирод Агриппа в том же году решил заключить династический союз с Азизом, чьи владения примыкали к его новым землям. Ради этого брака Азиз согласился принять иудаизм и сделать обрезание, однако супружеская жизнь оказалась недолгой. Прокуратор Иудеи Марк Антоний Феликс, брат всесильного вольноотпущенника Палланта, увидев Друзиллу, «отличавшуюся необыкновенной красотой», уговорил её бросить мужа и выйти за него. Друзилла «оказалась настолько испорченной, что дала себя уговорить преступить закон», и вышла за Антония Феликса.
В 54 году Азиз умер и ему наследовал брат Соэм.